# American Basketball League 1936-1937
La stagione 1936-1937 della American Basketball League fu la 10ª nella storia della lega.
Vinsero il titolo i Philadelphia Sphas, al terzo successo della loro storia (secondo consecutivo), che ebbero la meglio 4-3 nella serie finale sui Jersey Reds.

## Classifiche

### Prima fase
|    | Classifica prima fase 1936-1937 | V  | P  |
| -- | ------------------------------- | -- | -- |
| 1. | Jersey Reds                     | 14 | 4  |
| 2. | Philadelphia Sphas              | 12 | 6  |
| 3. | Kingston Colonials              | 11 | 6  |
| 4. | New York Jewels                 | 7  | 10 |
| 5. | Paterson/Brooklyn Visitations   | 4  | 11 |
| 6. | Atlantic City Sandpipers        | 0  | 10 |

- Gli Atlantic City Sandpipers si sono ritirati nel dicembre 1936, dopo 10 sconfitte in altrettanti incontri.
- I New York Jewels hanno disputato la seconda fase come Brooklyn Jewels.

### Seconda fase
|    | Classifica seconda fase 1936-1937 | V  | P  |
| -- | --------------------------------- | -- | -- |
| 1. | Philadelphia Sphas                | 14 | 6  |
| 2. | Jersey Reds                       | 12 | 8  |
| 3. | Brooklyn Visitations              | 10 | 9  |
| 4. | New York Celtics                  | 10 | 10 |
| 5. | Kingston Colonial                 | 9  | 11 |
| 6. | Brooklyn Jewels                   | 4  | 15 |

## Finale
Fase finale al meglio delle 7 partite.
|  | Finale             |                    |    |    |    |    |    |    |    |   |  |
|  |                    |                    |    |    |    |    |    |    |    |   |  |
|  | Philadelphia Sphas | Philadelphia Sphas | 31 | 39 | 28 | 30 | 34 | 45 | 44 | 4 |  |
|  | Jersey Reds        | Jersey Reds        | 36 | 36 | 34 | 34 | 33 | 23 | 43 | 3 |  |